# جلنك
جلنك (التركية العثمانية: چـلنك، التركية: çelenk) كان وسامًا عسكريًا للدولة العثمانية. في الأصل، كان مصطلح "الجلنك" يعني "ريشة طائر تُعلق على العمامة كعلامة على الشجاعة"، ولكن بحلول نهاية القرن الثامن عشر، أصبح الجلنك مؤسسيًا في الممارسة العسكرية العثمانية واستمر منحه للجدارة العسكرية حتى عشرينيات القرن التاسع عشر. كان عبارة عن حلية مرصعة بالجواهر تتكون من زهرة مركزية بأوراق وبراعم وأشعة متجهة لأعلى.

## هدايا لغير الأتراك

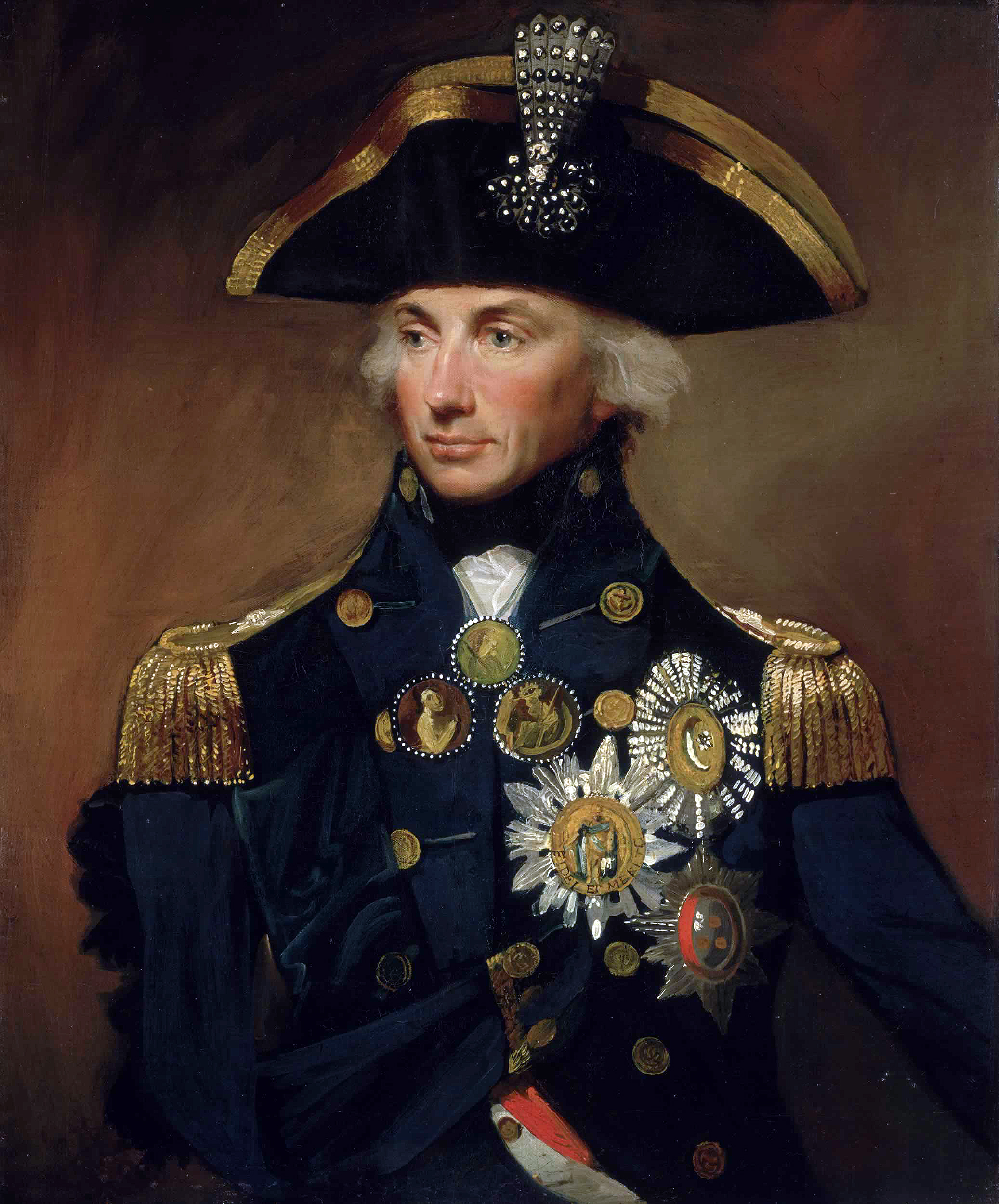
نيلسون، بريشة ليمويل فرانسيس أبوت، مع جلنك في قبعته. يبدو أن أبوت رسم هذه الصورة دون أن يرى جلنك نيلسون.

مٌنح جلنك مصنوع خصيصًا إلى هوراشيو نيلسون من قبل السلطان سليم الثالث تكريمًا لمعركة أبي قير في عام 1798. كانت هذه هي المرة الأولى التي يتم فيها منح الجلنك لشخص غير عثماني.  زيدت الأشعة السبعة المعتادة إلى ثلاثة عشر، كما هو موضح في رسالة معاصرة:
الريشة المزينة بالألماس نوع من الريش؛ تُمثل يدًا بثلاثة عشر إصبعًا، مرصعة بالألماس، في إشارة إلى السفن الثلاث عشرة التي أُسرت ودُمّرت في الإسكندرية، بحجم كف طفل في السادسة من عمره عند فتحها؛ قد تبلغ قيمة الماسة المركزية والأربعة المستديرة منها حوالي ألف جنيه إسترليني لكل منهما، وهناك حوالي ثلاثمائة أخرى مرصعة جيدًا.
شُري جلنك نيلسون من قبل جمعية الأبحاث البحرية في عام 1929 بعد نداء وطني  ووضع في المتحف البحري الوطني. سُرق في عام 1951 من قبل تاترز تشاتام ولم يسترد أبدًا. 
كما منح سليم الثالث جلنك للأميرال الروسي فيودور أوشاكوف بعد الاستيلاء على كورفو من الفرنسيين في عام 1799.